# Thelpusa
Thelpusa (altgriechisch Θέλπουσα Thélpousa), auch als Telphusa (Τέλφουσα Télphousa) oder Thelphusa (Θέλφουσα Thélphousa) überliefert, ist in der griechischen Mythologie eine arkadische Najade.
Ihr Vater war der Flussgott Ladon. Sie war namensgebend für die gleichnamige Stadt Thelphusa. Der Name der Nymphe ist mehrfach inschriftlich belegt, auf Kreta gab es ein ihr geweihtes Heiligtum, wohl arkadischer Auswanderer, so dass von einem Kult auch in Arkadien selbst auszugehen ist.